# Kutomjer
Kutomjer je mjerni instrument, alat ili crtaći pribor za mjerenje kutova. Prozirni kutomjer je uobičajeno pomagalo u tehničkom crtanju, a postoje razne izvedbe kao polukružni, kružni i drugi.

## Mehanički univerzalni kutomjer
Mehanički univerzalni kutomjer služi za izravno mjerenje kutova u području od 0˚ do 360˚. Sastoji se od sljedećih dijelova:
- nepomični krak;
- kružna ploča s podjelom na 360 jednakih dijelova (4 x 90˚), pri čemu jedna podjela iznosi 1˚;
- pokretna ploča nonius s podjelom na 12 jednakih dijelova, na lijevu i desnu stranu, a dobivena je tako što se 23 na kružnoj ploči, podijeli lijevo i desno na 12 jednakih dijelova. Svaka podjela na nonius skali iznosi 23 : 12 = 1 11/12, što daje točnost očitavanja od 5 lučnih minuta;
- nosač;
- pomični krak.

Najprije se očitaju cijeli stupnjevi vodeći računa o početnoj vrijednosti. Zatim se na nonius podijeli traži crtica koja se poklapa s podjelom na kružnoj ploči, pri čemu se dobije broj minuta.

## Sinusno ravnalo
Sinusno ravnalo služi za točno postavljanje kuta kod kontrolnika i steznih naprava. Sastoji se od ravnala i dva valjkasta kalibra s potpuno istim promjerima. Spojnica njihovih središta mora biti potpuno paralelna s rubom ravnala. Udaljenost između središta valjaka mora biti poznata i obično je 100 – 200 mm. Zbog dobrog nalijeganja i točnih rezultata preporučuje se ispod valjaka postaviti mjerne pločice ili etalone.
Kut se računa prema trigonometrijskoj funkciji sinusa kuta. Udaljenost između središta valjaka je hipotenuza, a okomiti razmak je nasuprotna kateta kutu u pravokutnom trokutu.
{\displaystyle \sin \left(kuta\right)={suprotna-stranica \over hipotenuza}}